# Vallauris
Vallauris är en ort och kommun i södra Frankrike. Den ingår i Nices storstadsområde och hade 30 500 invånare år 2005. Kommunens yta är 13,04 kvadratkilometer. Vallauris är välkänd för sin keramik och för att Pablo Picasso var bosatt där 1948–55.

## Framstående keramiker och ateljéer från Vallauris
- Roger Capron
- Jean Derval
- Madoura
- Jean Marais
- Massier Jérôme, Clément, Delphin
- Alain Maunier
- Gilbert Portanier
- Suzanne Ramié
- Charles Voltz

## Befolkningsutveckling
Antalet invånare i kommunen Vallauris
| Referens: INSEE |